# Paul Tissandier

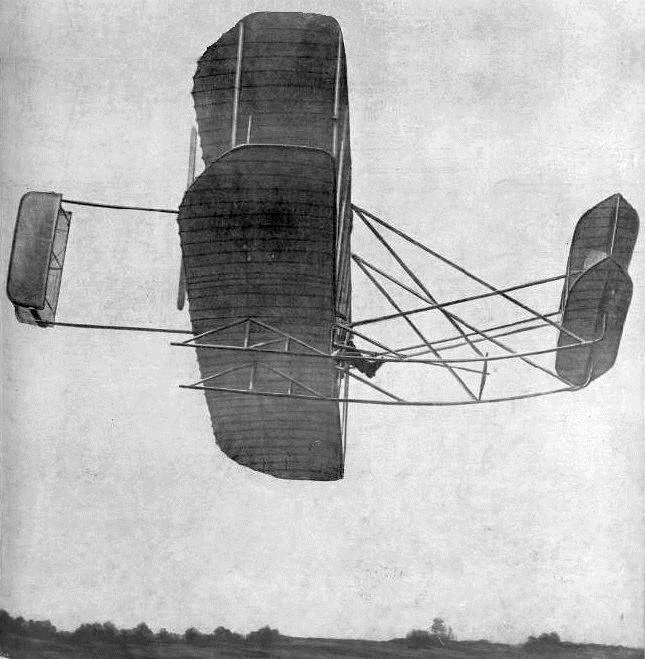
Tissandier a Wright fivérek gépén 1909. május 25-én Pau mellett

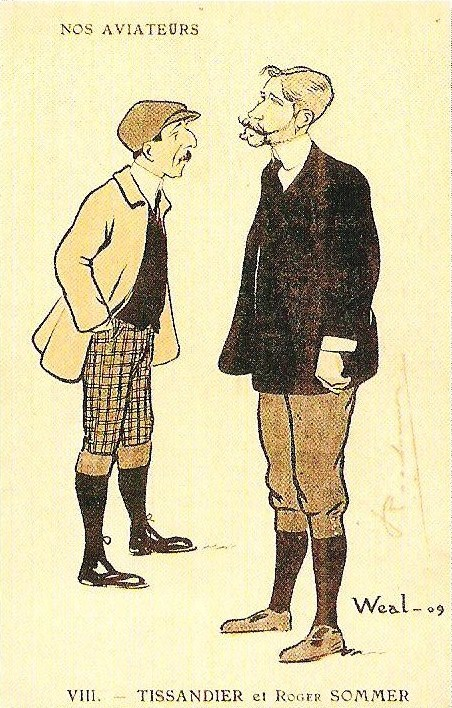
Tissandier (bal) egy karikatúrán

Paul Tissandier (Párizs, 1881. február 19. –  Croissy-sur-Seine, 1945. március 11.) francia pilóta, a repülés egyik úttörője.

## Életpálya
Repülő pályafutását hőlégballon-pilótaként kezdte, később léghajót irányított, majd repülőgép-vezetői igazolványt szerzett. A Wright fivérek közül Wilbur tanította repülőgép-vezetésre. A hidroplán vezetésében jeleskedett. A FIA megalapításától pénztáros, 1919-től 1945-ig a Nemzetközi Repülő Szövetség főtitkára.

## Szakmai sikerek
A Saint-Cyr-l’École repülőklubot Aero Club Paul Tissandier névre keresztelték.
A Nemzetközi Repülő Szövetség (franciául: Fédération Aéronautique Internationale) (FAI) a Paul Tissandier Diplomát 1952-ben alapította meg, a FAI egykori főtitkárának tiszteletére. A diplomát azok kaphatják meg akik általában a repülés ügyét, különös tekintettel a sportrepülés ügyét huzamosabb időn keresztül szolgálták. Munkájukkal elősegítették, a repülés fejlődését, népszerűsítését.

## Magyar diplomások (teljes listaitt)
- 1952-ben az 1. Svachulay Sándor magyar repülőgép-tervezés és építés egyik úttörője,
- 1953-ban a 2. Kvasz András a magyar aviatika úttörője,
- 1954-ben a 3. Asboth Oszkár magyar aviatikus,
- 1957-ben a 6. Rubik Ernő gépészmérnök, pilóta, a legismertebb magyar repülőgép-tervező,
- 1965-ben a 18. Csermely Károly technikus, autó és repülésügyi szakember.,
- 1968-ban a 25. Rónai Mihály, 1940 óta ejtőernyős, majd oktató a magyar ejtőernyős sportban kifejtett tevékenységéért, fejlesztéséért, a 8070 m-es magyarországi magassági csúcs felállításáért.
- 1969-ben a 26. Mandl Ernő vitorlázó repülő, repülő, berepülőpilóta, sportoló, repülőoktató
- 1993-ban a 66. Besenyei Péter magyar műrepülő versenyző, repülőoktató, berepülőpilóta,
- 2010-ben a 92. Gönczi Péter vitorlázó válogatott keretedző,
- 2016-ban a 6599. Csonka Ferenc vitorlázó repülő, repülő, berepülőpilóta, sportoló, repülőoktató,
- 2020-ban Gyöngyösi András és Hársfalvi Pál[5]
- 2023-ban dr. Sipos István